# Combien coûtent nos vies ?
 (octobre 2022).
Combien coûtent nos vies ? est un essai rédigé par Pauline Londeix et Jérôme Martin, paru le 1er septembre 2022 aux éditions 10/18, dans la collection Amorce. Le livre décrit la chaine pharmaceutique, les problèmes qu'elle pose en matière de domaines de recherche négligés, de pénuries ou de prix, et propos des pistes de solution inspirées des pratiques de gouvernement ou de société civile de pays du sud.

## Contenu
Enquête sur les politiques du médicament, l'ouvrage est le fruit d'une expérience de 15 ans des deux auteurs, Pauline Londeix et Jérôme Martin, qui ont été respectivement vice-présidente et président d' Act Up-Paris. Pour la co-autrice, l'objectif du livre est de « lancer des pistes, en faisant se rencontrer différentes disciplines pour briser des angles morts, et ainsi, amener le lecteur à se poser des questions,. » Le livre décrit la chaine du médicament et ses dysfonctionnements (angles morts de la recherche, pénuries de médicaments essentiels, prix des innovations thérapeutiques décrits comme de plus en plus élevés) et propose des pistes de solutions (levée des barrières de propriété intellectuelle, production publique locale) inspirées des pratiques de gouvernements ou de la société civile des pays du sud, notamment le Brésil,.

## Réception critique
Dans sa chronique pour le journal L'Humanité dédiée à ce livre, la philosophe Cynthia Fleury décrit l'essai comme « une enquête sur les politiques du médicament, édifiante, flirtant avec le désespérant, obligeant à se réveiller ».